# Acton, Cheshire
Acton är en by i civil parish Burland and Acton, i grevskapet Cheshire i England. Byn tillhör enhetskommunen Cheshire East. Acton var en civil parish fram till 2023 när blev den en del av Burland and Acton. Folkmängden uppgick till 404 invånare 2011, på en yta av 5,09 km². Acton nämndes i Domedagsboken (Domesday Book) år 1086, och kallades då Acatone/Acatune.